# Mistrzostwa Europy w Łyżwiarstwie Szybkim w Wieloboju 1933
36. mistrzostwa Europy w łyżwiarstwie szybkim w wieloboju odbyły się w dniach 4–5 lutego 1933 roku w Wyborgu, w Finlandii. W zawodach brali udział tylko mężczyźni. Zawodnicy startowali na czterech dystansach: 500 m, 1500 m, 5000 m i 10000 m. O tym, które miejsca zajmowali zawodnicy decydowała mniejsza liczba punktów uzyskana z czterech biegów. Do biegu na 10000 m awansowała tylko najlepsza 6 po trzech dystansach. Po raz trzeci mistrzem Europy został Norweg Ivar Ballangrud.

## Uczestnicy
W zawodach wzięło udział 12 łyżwiarzy z 3 krajów. Sklasyfikowanych zostało 6.
| Państwa biorące udział w mistrzostwach | Państwa biorące udział w mistrzostwach | Państwa biorące udział w mistrzostwach |
| -------------------------------------- | -------------------------------------- | -------------------------------------- |
| Finlandia                              | Norwegia                               | Szwecja                                |

## Wyniki
- NC – nie zakwalifikował się

| Pozycja | Zawodnik         | Kraj      | 500 m      | Pkt    | 5000 m        | Pkt    | 1500 m       | Pkt    | 10000 m      | Pkt    | Suma pkt. |
| ------- | ---------------- | --------- | ---------- | ------ | ------------- | ------ | ------------ | ------ | ------------ | ------ | --------- |
| 01 !    | Ivar Ballangrud  | Norwegia  | 46.5 (3.)  | 46.500 | 8:52.0 (1.)   | 53.200 | 2:28.2 (1.)  | 49.400 | 18:53.2 (1.) | 56.660 | 205.760   |
| 02 !    | Birger Wasenius  | Finlandia | 46.5 (3.)  | 46.500 | 9:11.5 (2.)   | 55.150 | 2:30.0 (3.)  | 50.000 | 19:10.9 (2.) | 57.545 | 209.195   |
| 03 !    | Kalle Paananen   | Finlandia | 46.0 (2.)  | 46.000 | 9:16.5 (3.)   | 55.650 | 2:29.0 (2.)  | 49.666 | 19:18.5 (4.) | 57.925 | 209.242   |
| 4.      | Erling Lindboe   | Norwegia  | 46.8 (6.)  | 46.800 | 9:17.3 (4.)   | 55.730 | 2:37.2 (4.)  | 52.400 | 19:11.9 (3.) | 57.595 | 212.525   |
| 5.      | Kurt Skutnabb    | Finlandia | 47.2 (8.)  | 47.200 | 9:26.7 (7.)   | 56.670 | 2:37.8 (6.)  | 52.600 | 20:24.6 (6.) | 61.230 | 217.700   |
| 6.      | Yrjö Päivinen    | Finlandia | 49.6 (11.) | 49.600 | 9:28.0 (8.)   | 56.800 | 2:41.7 (9.)  | 53.900 | 20:17.2 (5.) | 60.860 | 221.160   |
| NC      | Harald Blomqvist | Szwecja   | 45.7 (1.)  | 45.700 | 9:43.7 (9.)   | 58.370 | 2:37.7 (5.)  | 52.566 | NC           | 99 !   | 156.637   |
| NC      | Georg Hennum     | Finlandia | 47.8 (9.)  | 47.800 | 9:20.4 (5.)   | 56.040 | 2:42.7 (11.) | 54.233 | NC           | 99 !   | 158.073   |
| NC      | Eero Päivinen    | Finlandia | 46.9 (7.)  | 46.900 | 9:47.0 (10.)  | 58.700 | 2:39.7 (7.)  | 53.233 | NC           | 99 !   | 158.833   |
| NC      | Åke Skutnabb     | Finlandia | 49.4 (10.) | 49.400 | 9:25.5 (6.)   | 56.550 | 2:40.9 (8.)  | 53.633 | NC           | 99 !   | 159.583   |
| NC      | Terho Hirvonen   | Finlandia | 46.6 (5.)  | 46.600 | 9:57.3 (11.)  | 59.730 | 2:42.5 (10.) | 54.166 | NC           | 99 !   | 160.497   |
| NC      | Juho Myllynen    | Finlandia | 50.1 (12.) | 50.100 | 10:12.8 (12.) | 61.280 | 2:49.7 (12.) | 56.566 | NC           | 99 !   | 167.947   |